# Nanda Primavera
Fernanda Fedele Primavera, detta Nanda (L'Aquila, 23 agosto 1898 – Marino, 29 agosto 1995), è stata un'attrice e cantante italiana.

## Biografia
Dotata di una buona voce da soprano, Nanda Primavera esordì al Teatro Quirino di Roma a soli sedici anni, nella compagnia di Carlo Lombardo, come protagonista dell'operetta La Duchessa del Bal Tabarin. Nel 1919 entrò nella compagnia fondata da Guido Riccioli, che vent'anni dopo avrebbe sposato. La compagnia Riccioli-Primavera fu in quel periodo la più famosa in Italia nel genere dell'operetta.

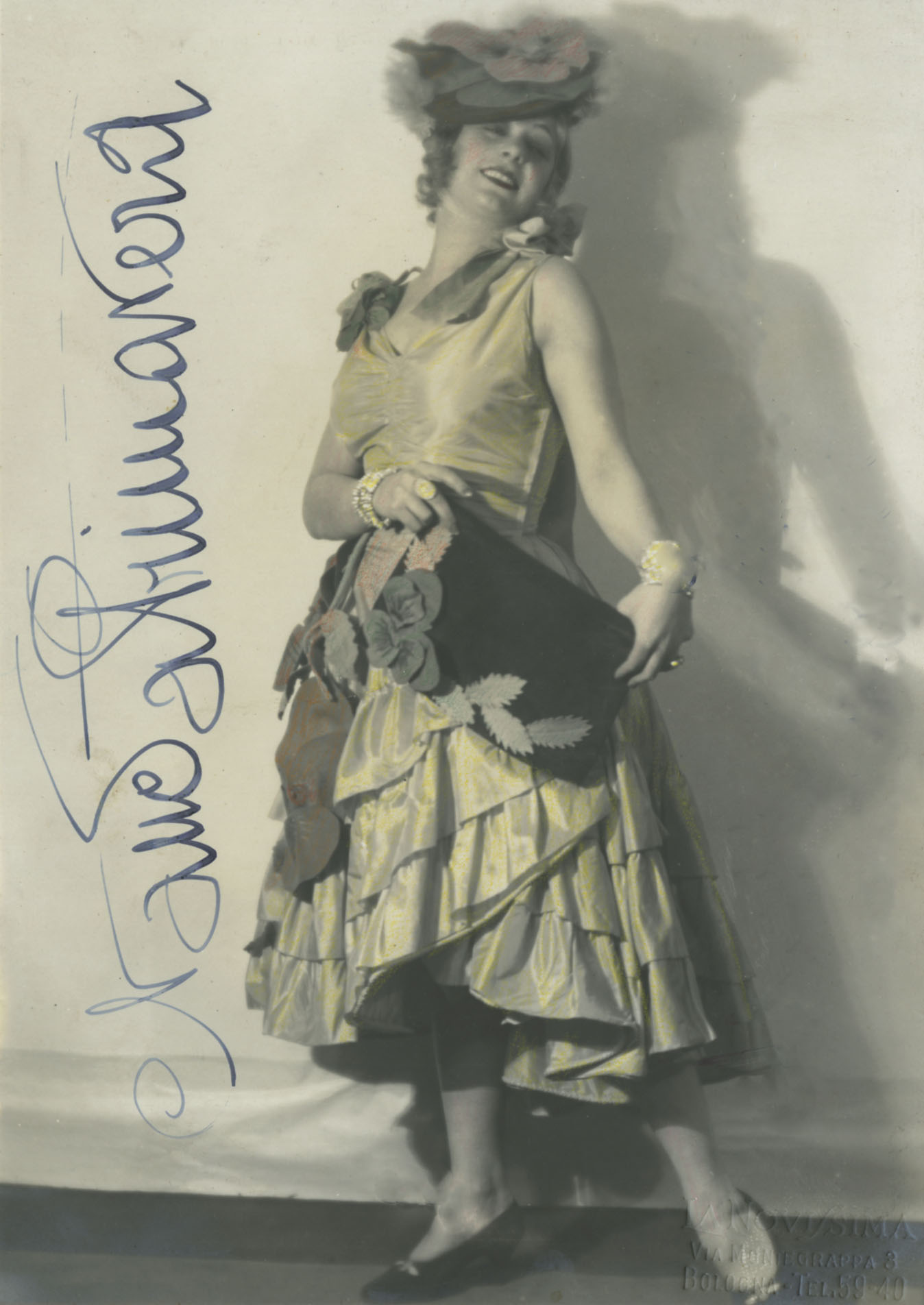
Nanda Primavera nel 1923

Negli anni Trenta la compagnia si diede alla rivista mettendo in scena Gran Bazar e Ho l'impressione che tu esageri!, con una coreografia di «esercitazioni militaresche-musicali di belle ragazze, che fanno invidia ai legionari di Badoglio entrati vittoriosi ad Addis Abeba». Nella stagione 1938-1939 fu la volta di Ma in campagna è un'altra... rosa, con un cast in cui figurava anche un giovane Alberto Sordi.
Alla fine del decennio la compagnia divenne "Stabile" presso il Teatro Modernissimo di Firenze.
Solamente nel 1940 Nanda Primavera passò al cinema, con un ruolo in Il signore della taverna, di Amleto Palermi. Riprese con maggiore continuità l'attività cinematografica nel secondo Dopoguerra, spesso al fianco dell'affezionato Alberto Sordi, in pellicole memorabili come Il vedovo (1959) di Dino Risi, nel ruolo di mamma Italia); apparve ne Il medico della mutua (1968) di Luigi Zampa e Il prof. dott. Guido Tersilli primario della clinica Villa Celeste convenzionata con le mutue (1969) di Luciano Salce, nel ruolo della madre del medico Tersilli.
Ritiratasi dall'attività professionale alla fine degli anni Ottanta, Nanda Primavera morì il 29 agosto 1995.

## Filmografia
- Ginevra degli Almieri, regia di Guido Brignone (1935)
- Il signore della taverna, regia di Amleto Palermi (1940)
- Tutta la città canta, regia di Riccardo Freda (1944)
- Bellezze a Capri, regia di Adelchi Bianchi (1951)
- L'ingiusta condanna, regia di Giuseppe Masini (1952)
- La provinciale, regia di Mario Soldati (1953)
- Graziella, regia di Giorgio Bianchi (1954)
- Buonanotte... avvocato!, regia di Giorgio Bianchi (1955)
- Non c'è amore più grande, regia di Giorgio Bianchi (1955)
- Disperato addio, regia di Lionello De Felice (1955)
- La donna più bella del mondo, regia di Robert Z. Leonard (1955)
- Piccola posta, regia di Steno (1955)
- Suor Letizia - Il più grande amore, regia di Mario Camerini (1956)
- Sette canzoni per sette sorelle, regia di Marino Girolami (1957)
- Totò e Marcellino, regia di Antonio Musu (1958)
- Sergente d'ispezione, regia di Roberto Savarese (1959)
- La cambiale, regia di Camillo Mastrocinque (1959)
- Il vedovo, regia di Dino Risi (1959)
- Gastone, regia di Mario Bonnard (1960)
- I piaceri dello scapolo, regia di Giulio Petroni (1960)
- Caccia al marito, regia di Marino Girolami (1960)
- Che gioia vivere, regia di René Clément (1961)
- Twist, lolite e vitelloni, regia di Marino Girolami (1962)
- Napoleone a Firenze, regia di Piero Pierotti (1962)
- I complessi, regia di Franco Rossi (1965)
- Una rete piena di sabbia, regia di Elio Ruffo (1967)
- Il medico della mutua, regia di Luigi Zampa (1968)
- Zingara, regia di Mariano Laurenti (1969)
- Il prof. dott. Guido Tersilli primario della clinica Villa Celeste convenzionata con le mutue, regia di Luciano Salce (1969)
- Meo Patacca, regia di Marcello Ciorciolini (1972)
- La schiava io ce l'ho e tu no, regia di Giorgio Capitani (1973)
- Il domestico, regia di Luigi Filippo D'Amico (1974)
- Bionda fragola, regia di Mino Bellei (1980)
- Scusa se è poco, regia di Marco Vicario (1982)
- Questo e quello, regia di Sergio Corbucci (1983)
- Se tutto va bene siamo rovinati, regia di Sergio Martino (1984)
- Oci ciornie, regia di Nikita Michalkov (1987)
- E non se ne vogliono andare!, regia di Giorgio Capitani (1989)

## Varietà radiofonici Rai
- Sorrisi musicali, varietà con la partecipazione di Nanda Primavera e Guido Riccioli, trasmessa il 16 gennaio 1948.

## Doppiatrici
- Lydia Simoneschi in Caccia al marito, Il medico della mutua, Il prof. dott. Guido Tersilli primario della clinica Villa Celeste convenzionata con le mutue
- Giovanna Scotto in Tutta la città canta, Totò e Marcellino
- Franca Dominici in Il vedovo, La donna più bella del mondo
- Tina Lattanzi in Buonanotte... avvocato!
- Margherita Bagni in Piccola posta
- Rosetta Calavetta in Che gioia vivere
- Anna Miserocchi in Questo e quello